# Olympische Sommerspiele 2008/Trampolinturnen – Männer
Das Trampolinturnen der Männer bei den Olympischen Sommerspielen 2008 in Peking wurde am 19. August 2008 im Nationalen Hallenstadion ausgetragen. Es traten 16 Athleten an.
Der Wettbewerb bestand aus einer Qualifikationsrunde und dem Finale. Jeder Turner absolvierte zwei Übungen, eine Pflicht und eine Kür, deren Wertungen zur Gesamtpunktzahl zusammenaddiert wurden. Die acht besten Turner der Qualifikation traten am gleichen Tag im Finale an. Hier wurde eine Übung geturnt, die nach Schwierigkeit, Ausführung und Flugphase bewertet wurde.

## Qualifikation
| Platz | Turner             | Nation             | Pflicht | Kür  | Strafpunkte | Gesamt |
| ----- | ------------------ | ------------------ | ------- | ---- | ----------- | ------ |
| 1     | Lu Chunlong        | China              | 31,2    | 41,2 |             | 72,4   |
| 2     | Dong Dong          | China              | 31,0    | 40,7 |             | 71,7   |
| 3     | Dmitri Uschakow    | Russland           | 30,8    | 40,7 |             | 71,5   |
| 4     | Jurij Nikitin      | Ukraine            | 30,6    | 40,1 |             | 70,7   |
| 5     | Tetsuya Sotomura   | Japan              | 29,6    | 40,7 |             | 70,3   |
| 6     | Alexander Russakow | Russland           | 29,9    | 40,0 |             | 69,9   |
| 7     | Jason Burnett      | Kanada             | 28,5    | 41,2 |             | 69,7   |
| 8     | Mikalaj Kasak      | Belarus            | 30,3    | 39,4 |             | 69,7   |
| 9     | Yasuhiro Ueyama    | Japan              | 29,9    | 39,3 |             | 69,2   |
| 10    | Peter Jensen       | Dänemark           | 30,5    | 38,7 |             | 69,2   |
| 11    | Diogo Ganchinho    | Portugal           | 29,8    | 39,3 |             | 69,1   |
| 12    | Grégoire Pennes    | Frankreich         | 30,0    | 38,7 |             | 68,7   |
| 13    | Ben Wilden         | Australien         | 28,1    | 39,0 |             | 67,1   |
| 14    | Flavio Cannone     | Italien            | 29,0    | 37,5 |             | 66,5   |
| 15    | Chris Estrada      | Vereinigte Staaten | 28,5    | 37,4 |             | 65,9   |
| 16    | Henrik Stehlik     | Deutschland        | 30,9    | 33,7 |             | 64,6   |

## Finale
| Platz | Turner             | Nation   | Schwierigkeit | Punkte | Strafpunkte | Gesamt |
| ----- | ------------------ | -------- | ------------- | ------ | ----------- | ------ |
| 1     | Lu Chunlong        | China    | 16,20         | 41,20  |             | 41,00  |
| 2     | Jason Burnett      | Kanada   | 16,80         | 39,90  |             | 40,70  |
| 3     | Dong Dong          | China    | 16,20         | 40,70  |             | 40,60  |
| 4     | Tetsuya Sotomura   | Japan    | 15,60         | 40,30  |             | 39,80  |
| 5     | Jurij Nikitin      | Ukraine  | 16,20         | 39,40  |             | 39,80  |
| 6     | Dmitri Uschakow    | Russland | 16,00         | 38,20  |             | 38,80  |
| 7     | Alexander Russakow | Russland | 16,20         | 37,20  |             | 38,50  |
| 8     | Mikalaj Kasak      | Belarus  | 16,00         | 36,80  |             | 38,10  |